# غاري وايت (منافس ألعاب قوى)
غاري وايت (بالإنجليزية: Gary White)‏ هو منافس ألعاب قوى بريطاني، ولد في 16 يونيو 1985 في سكيغنيس في المملكة المتحدة.

## وصلات خارجية
- غاري وايت على موقع الاتحاد الدولي لألعاب القوى (الإنجليزية)
- غاري وايت على موقع اللجنة الأولمبية الأسترالية (الإنجليزية)